# Hundsjön (Los socken, Hälsingland, 684332-145541)
Hundsjön är en sjö i Ljusdals kommun i Hälsingland och ingår i Ljusnans huvudavrinningsområde. Hundsjön ligger i Hägenlammsmyran Natura 2000-område.